# Acinetobacter
Acinetobacter este un gen de bacterii patogene oportuniste, aerobe de tip cocobacili Gram-negativi, aparținând clasei Gammaproteobacteria, ce nu prezintă mobilitate și sunt oxidazo-negative.
Reprezentanții acestui gen prezintă interes în medicina umană întrucât au fost identificați ca agenți patogeni ai unor infecții intraspitalicești survenite la pacienți internați pe perioade lungi. Cel mai frecvent detectat reprezentant în aceste infecții este Acinetobacter baumannii.

## Descriere
Numele acestui gen de bacterii provine din limba greacă și se referă la proprietatea reprezentanților săi de a nu prezenta motilitate (gr. „ακινητο-” / lat. „akineto-” = fără mișcare).
La examenul microscopic, bacteriile se prezintă sub formă de cocobacili dispuși de obicei câte doi (în „diplo-”). Dispunerea în „diplo-” poate cauza confuzia cu reprezentanți ai genului Neisseria. În urma colorației Gram, se colorează în roșu-roz (Gram-negativ). Pe parcursul colorației Gram, poate apărea o oarecare rezistență la decolorare (etapă a colorației) ceea ce ar conferi bacteriilor aspectul unor cocobacili Gram-pozitivi (colorați în mov) sau Gram-intermediari. Majoritatea speciilor de Acinetobacter nu dispun de mijloace enzimatice de metabolizare a glucozei din mediu, sunt oxidazo-negative și nu hidrolizează esculina.
Bacteriile sunt nepretențioase, putându-se izola și cultiva pe medii de cultură precum geloză-sânge, geloză-chocolat sau mediul MacConkey. Pe mediul de cultură geloză-sânge, bacteriile se prezintă sub formă de colonii de tip neted (colonii „S”), opace, lucioase și sunt mai mici decât cele ale Enterobacteriaceelor. Pe mediul de cultură MacConkey, datorită producerii unui pigment roz care difuzează în substrat sub forma unui halou de aceeași culoare, bacteriile din genul Acinetobacter pot fi considerate în mod greșit lactozo-fermentative.

## Specii
- Acinetobacter apis
- Acinetobacter baumannii
- Acinetobacter beijerinckii
- Acinetobacter bereziniae
- Acinetobacter bohemicus
- Acinetobacter boissieri
- Acinetobacter bouvetii
- Acinetobacter brisouii
- Acinetobacter calcoaceticus
- Acinetobacter gandensis
- Acinetobacter gerneri
- Acinetobacter guangdongensis
- Acinetobacter guillouiae
- Acinetobacter gyllenbergii
- Acinetobacter haemolyticus
- Acinetobacter harbinensis
- Acinetobacter indicus
- Acinetobacter junii
- Acinetobacter kookii
- Acinetobacter lwoffii
- Acinetobacter nectaris
- Acinetobacter nosocomialis
- Acinetobacter parvus
- Acinetobacter pakistanensis
- Acinetobacter pittii
- Acinetobacter puyangensis
- Acinetobacter qingfengensis
- Acinetobacter radioresistens
- Acinetobacter rudis
- Acinetobacter schindleri
- Acinetobacter seifertii
- Acinetobacter soli
- Acinetobacter tandoii
- Acinetobacter tjernbergiae
- Acinetobacter towneri
- Acinetobacter ursingii
- Acinetobacter variabilis
- Acinetobacter venetianus

## Patologie
Speciile genului Acinetobacter pot fi implicate în infecții nozocomiale. Cel mai întâlnit reprezentant întâlnit în aceste cazuri este Acinetobacter baumannii. Un factor favorizant al apariției acestor acestor infecții este internarea prelungită a pacienților în instituțiile spitalicești, mai ales pe secțiile de terapie intensivă. Din punct de vedere statistic, genul Acinetobacter se află pe locul 2 în rândul bacililor Gram-negativi oxidazo-negativi care produc infecții la om, pe primul loc situându-se Enterobacteriaceele. 
Sunt implicate de obicei în infecții urinare, respiratorii și cutanate.

## Tratament
Bacteriile pot prezenta rezistență la beta-lactamine, aminoglicozide și quinolone. Se recomandă efectuarea unei antibiograme înaintea stabilirii strategiei terapeutice cu antibiotice. 